# Hyalomma truncatum
Hyalomma truncatum är en fästingart som beskrevs av Koch 1844. Hyalomma truncatum ingår i släktet Hyalomma och familjen hårda fästingar. Inga underarter finns listade i Catalogue of Life.